# Frankenia eremophila
Frankenia eremophila är en frankeniaväxtart som beskrevs av Victor Samuel Summerhayes. Frankenia eremophila ingår i släktet frankenior, och familjen frankeniaväxter. Inga underarter finns listade i Catalogue of Life.